# Hillia illustris
Hillia illustris är en måreväxtart som först beskrevs av Vell., och fick sitt nu gällande namn av Karl Moritz Schumann. Hillia illustris ingår i släktet Hillia och familjen måreväxter. Inga underarter finns listade i Catalogue of Life.